# Fiebre (álbum)
Fiebre es el primer álbum recopilatorio del grupo musical argentino Sumo, editado en 1989. El álbum contiene cuatro grabaciones de un concierto realizado en Teatro La Cova el 27 de octubre de 1986, así como material de estudio inédito grabado entre 1981 y 1987.

## Integrantes
- Luca Prodan: Voz.
- Ricardo Mollo: Guitarra.
- Germán Daffunchio: Guitarra.
- Diego Arnedo: Bajo y teclados.
- Alberto "Superman" Troglio: Batería y percusión.
- Roberto Pettinato: Saxo.
- Stephanie Nuttal: Batería en «Pinini reggae».
- Alejandro Sokol: Bajo en «Pinini reggae».

## Lista de canciones
1. «Déjame en paz» (versión de «Leave Me Alone» de Lou Reed, en vivo, Teatro La Cova, 27-10-1986)
2. «Cállate Mark» (compuesto por la 1º formación de Sumo, en vivo, Teatro La Cova, 27-10-1986)
3. «Crua chan» (en vivo, Teatro La Cova, 27-10-1986)
4. «Al repalazo» (en vivo, Teatro La Cova, 27-10-1986)
5. «Fiebre» (versión de «Fever», de Eddie Cooley y Otis Blackwell, grabado en las Sierras Grandes de Córdoba, 1985)
6. «Brilla tu luz para mí» (grabado en Hurlingham, 1987)
7. «Aquí vienen los blue jeans» (grabado en Hurlingham, 1986)
8. «No más nada» (grabado en Hurlingham, 1986)
9. «Cuerdas, gargantas y cables» (grabado en las Sierras Grandes de Córdoba, 1985)
10. «Pinini reggae» (compuesto por la 1º formación de Sumo y grabado en Bs. As, 1981)